# Nagazne mine
Nagazne mine ime je za bojno razarajuću napravu koja se aktivira nagazom ili pritiskom nekog tijela ili vozila. Nagazne mine većinom se ukopavaju u zemlju ili su skrivene ispod neke površine poput blata, pijeska, ili snijega. Kao bojno sredstvo nagazne mine koriste se kao taktičko sredstvo za sprječavanje pristupa nekom području ili kao prepreka za bojno djelovanje. Nagazne mine usporavaju kretanje napadačke vojne sile kroz neko područje, i povećavaju snagu vojne sile koja brani to isto područje. Danas nagazne mine predstavljaju opasnost za stanovništvo u mnogim zemljama svijeta, jer nakon nekog rata ili konflikta nagazne mine obično se izvade iz zemlje. 